# Огледална зала
Огледалната зала (на френски: Galerie des Glaces) е една от залите на Версайския дворец във Версай, Франция. Част е от мащабно интериорно преустройство предприето от Луи XIV. Размерите на залата са 73 м × 10,5 м. с височина – 12,3 м.

## Исторически събития
- На 19 февруари 1715 г. Луи XIV дава тържествена аудиенция на посланика на Персия Мохамед Реза-Бегу. Това е последния прием на Кралят-Слънце, който умира на 1 септември 1715 г.;
- На 25 февруари 1745 г. на „маскения бал на тисовите“ в залата, Луи XV маскиран като дърво се сблъсква неочаквано в Мадам дьо Помпадур, маскирана като древногръцката Диана;
- Първите три версайски договора през 1756, 1757 и 1758 г., финализирали т.нар. дипломатическа революция в европейската и световна дипломация и геополитика;
- През май 1770 г. тук се устройва грандиозен и невиждано пищен бал-маскарад по случай сватбата на Дофина и австрийската принцеса, бъдеща кралица на Франция;
- На 15 август 1785 г. гвардейците във връзка с аферата с диамантената огърлица арестуват служещия тук меса Луи Рене Едуар дьо Роан;
- На 18 януари 1871 г. Вилхелм I е прогласен тук за първи император на Германската империя. Първият германски император изпраща на 27 февруари 1871 г. на своя племенник и император Александър II в Петербург оттук телеграма със следния текст:

| „ | Прусия нивга няма да забрави какво ви дължи. Бог да ви благослови! | “ |

- На 28 юни 1919 г. тук е подписан Версайският мирен договор, който е в основата на Версайската система от договори.